# Замок Авиш
Замок Авиш (порт. Castelo de Avis) — средневековый замок в Португалии в поселке Авиш, округ Порталегри. Замок был первой резиденцией Ависского ордена.

## История
В период Реконкисты на Пиренейском полуострове Авиш и его окрестности были подарены в 1211 королём Афонсу II (1211—1223) «Ополчению за освобождение Эворы» (Milícia dos Freires de Évora, основано в 1175 году), сформировавшемуся из бывших рыцарей-тамплиеров. Король поставил условие: ополченцы должны были возвести замок и оборонять окрестные земли. Работы по строительству замка велись с 1214 по 1223 год под руководством Фернанду Анеша. Анеш сформировал религиозный орден, который получил название по месту расположения своей резиденции — Ависский орден.
В первой половине XIII века в Авише был построен монастырь.
Начиная с Жуана I, магистра Ависского ордена, ставшего королём Португалии, история поселка Авиш и Ордена была неразрывно связана с историей Португалии.
К моменту роспуска религиозных орденов в Португалии (1834) Ависский орден имел в своей собственности 18 поселков, 49 деревень и 128 монастырей. После ликвидации и Ависского ордена его владения распались, а штаб-квартира и монастырь в Авише были проданы частным лицам. Совет Авиша приобрел резиденцию Ордена и разместил в замке ратушу. О дальнейшей истории замка мало что известно, однако со временем он все больше приходил в запустение и был в итоге заброшен.
Останки замковых укреплений были объявлены национальным памятником Указом от 16 июня 1910 года, что позволило начать их реставрацию. Однако из первоначальных шести башен замка на сегодняшний день сохранились лишь три — Сан-Роке, Святого Антония и Королевская.